# Kolmannskuppe

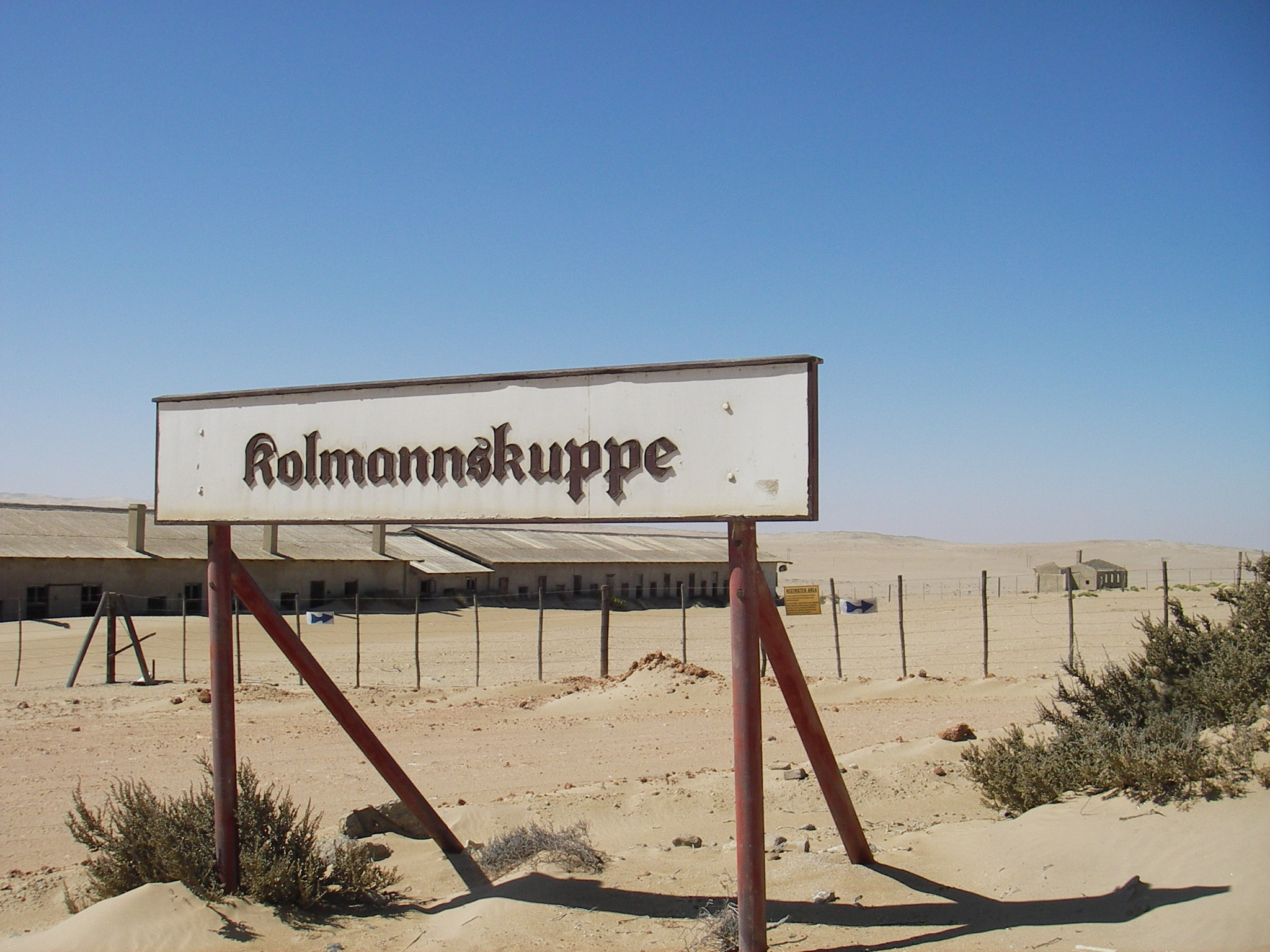
Ortsschild Kolmannskuppe an ehemaliger Bahnstation

Kolmannskuppe oder Kolmanskuppe, seltener afrikaans Kolmanskop, ist eine aufgegebene Siedlung (Geisterstadt) in Namibia. Der Ort liegt ungefähr zehn Kilometer östlich der Hafenstadt Lüderitz im Tsau-ǁKhaeb-(Sperrgebiet)-Nationalpark und ist nach dem Nama Johnny Coleman benannt, der dort 1905 mit seinem Ochsenkarren in einer Düne steckenblieb. Er wurde gerettet, musste jedoch seinen Ochsenkarren zurücklassen.

## Geschichte

### Aufstieg
Die Lüderitz-Eisenbahn erreichte den Ort auf ihrem Weg nach Aus 1905 zur Zeit von Deutsch-Südwestafrika. Kolmannskuppe verdankt seine Entstehung den Eisenbahnarbeitern August Stauch und Zacharias Lewala, die am benachbarten Bahnhof Grasplatz 1908 zufällig die ersten Diamanten fanden. Der dadurch ausgelöste Boom sorgte für ein schnelles Wachstum dieser zunächst nur als Diamantsucher-Camp gedachten Siedlung an der Nordgrenze des Diamantensperrgebiets. Der auf Diamanten gründende Reichtum der Bewohner ließ eine Bergbaustadt entstehen, in der viel Luxus vorhanden war – und das in einer Umgebung, die trostloser und lebensfeindlicher wohl kaum gedacht werden kann. Es gab kein Wasser, keinen Regen, keine Erde, in der auch nur das Geringste hätte wachsen können, keinerlei Infrastruktur – nur Sand, regelmäßig heftige Sandstürme und eine unbarmherzige Hitze.

### Blüte

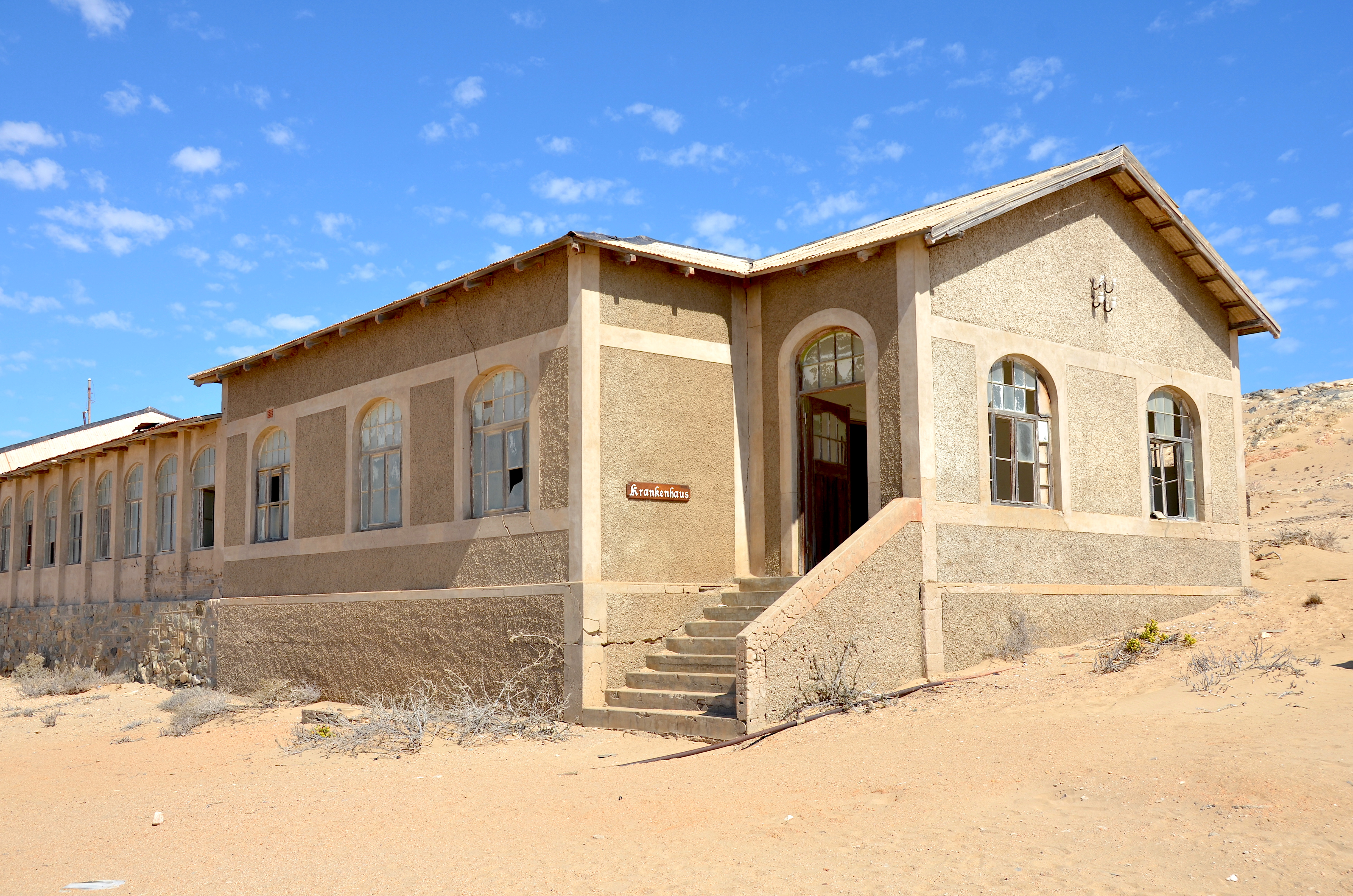
Ehemaliges Krankenhaus in Kolmannskuppe (2017)

In Kolmanskuppe lebten zur Hochzeit etwa 400 Menschen.
Es entstanden Steinhäuser nach deutschem Vorbild. Neben Unterkünften für die Arbeiter (getrennt nach Verheirateten und Junggesellen) gab es Verwaltungs- und Dienstgebäude. Die schwarzen Arbeiter lebten separat in drei großen Baracken. Zur Infrastruktur gehörten ein Elektrizitätswerk, ein Krankenhaus (mit der ersten Röntgenstation Afrikas bzw. auf der ganzen Südhalbkugel), eine Eisfabrik zur Herstellung von Blockeis für die Eisschränke der Bewohner, ein Tante-Emma-Laden, eine Metzgerei, ein Ballsaal genanntes Gebäude mit Theater, Turnhalle und Großküche, eine Kegelbahn und eine Schule. Sogar ein Salzwasser-Schwimmbad und eine Schmalspurbahn für den Transport von Waren und Personen innerhalb des Ortes waren hier zu finden. Das Wasser dafür und alles, was sonst noch zum täglichen Leben nötig war, mussten aus dem rund 1000 Kilometer entfernten Kapstadt herantransportiert werden. Das Baumaterial für die Häuser, deren Einrichtungen, die Maschinen und alles, was man damals in Europa unter Luxus verstand, kam aus Deutschland und wurde meist in Lüderitz angelandet.
Die Gesamtdiamantenproduktion in Deutsch-Südwest von 1908 bis 1913 wird auf 4.693.321 Karat im Wert von 151.926.000 M veranschlagt. Von dieser Summe wurden mindestens 40 %, also rund 60 Mio. M Diamantensteuer an den Fiskus gezahlt, eine Summe, die der ganzen Kolonie zugutekommen konnte und die allein zwei Drittel der gesamten Einnahmen der Kolonie ausmachte.

### Abstieg
Kolmannskuppe galt damals als die reichste Stadt Afrikas. Dennoch war Kolmannskuppe nur ein Paradies auf Zeit. Die naheliegenden Diamantenfelder waren bald abgebaut und so verlagerte sich die Diamantenförderung immer weiter nach Süden in Richtung Elisabethbucht, Pomona, Charlottenthal und des Bogenfelsens. 1930 wurde der Diamantenabbau bei Kolmannskuppe ganz eingestellt, die Bewohner verließen nach und nach den Ort und überließen ihn der Wüste. Die letzte Person lebte hier bis in die 1960er Jahre. Viele Wohnungseinrichtungen, Sportgeräte in Schulen u. ä. wurden gar nicht erst mitgenommen.

## Kolmannskuppe heute

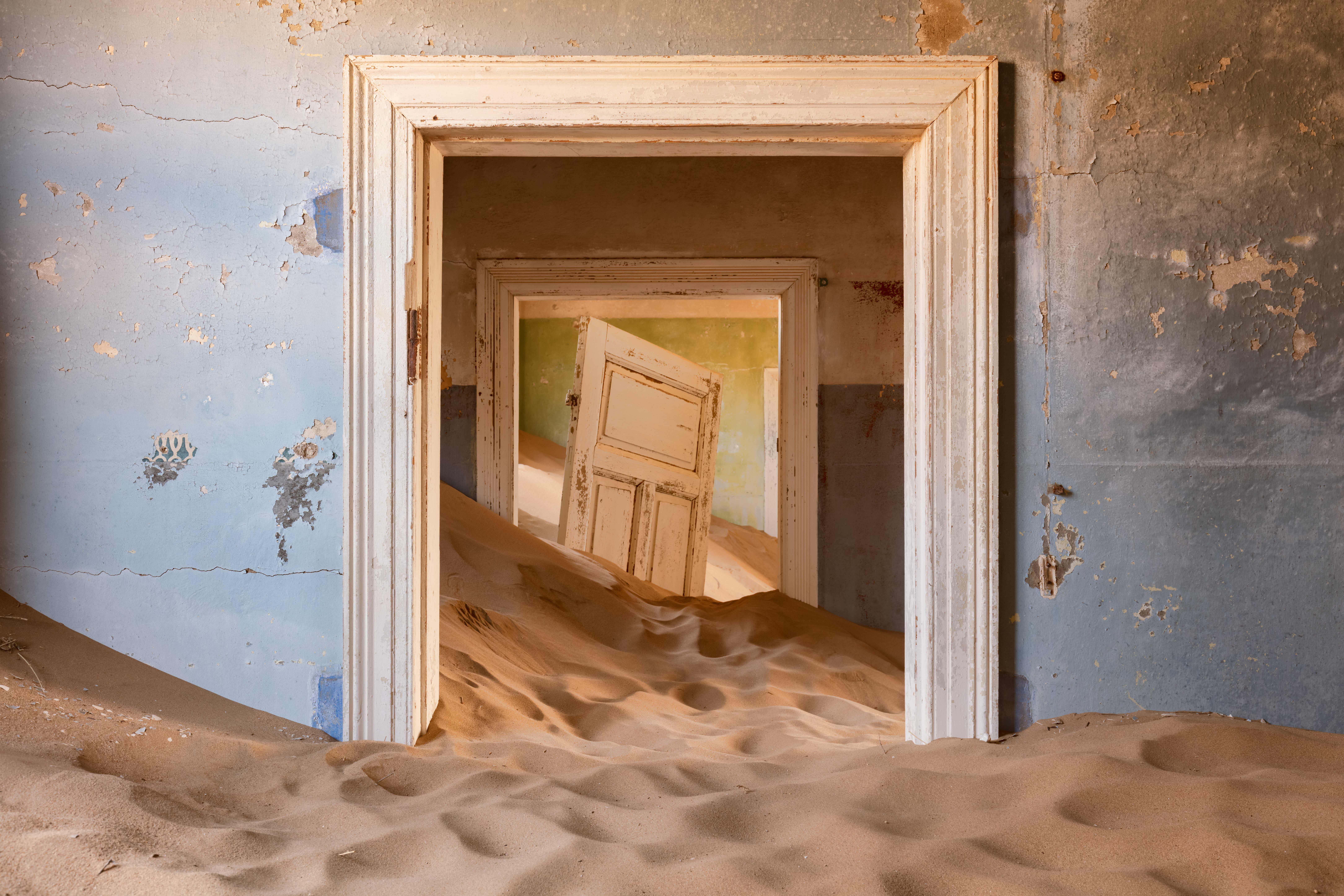
Blick in ein Haus

Die Wüste holte sich im Laufe der Jahrzehnte zurück, was der Mensch ihr abgerungen hatte. Die Häuser verfielen zusehends und in den Ruinen häufte sich der Sand meterhoch. Die Inneneinrichtung wurde teilweise zerstört oder mitgenommen. Kolmannskuppe wurde endgültig eine Geisterstadt. Nur ein zaghafter, zunächst auf Privatinitiative beruhender Museumsverkehr brachte gelegentlich etwas Leben zurück. Erst als in den 1990er Jahren auch Lüderitz einen wirtschaftlichen Aufstieg erlebte, widmete man Kolmannskuppe wieder mehr Aufmerksamkeit. Man begann, einige erhaltenswerte Gebäude zu restaurieren, Räume wieder originalgetreu zu möblieren und nach und nach einen geordneten Museumsbetrieb einzurichten. Heute ist die Siedlung vormittags gegen Eintritt zugänglich und es werden Führungen angeboten; außerhalb dieser Zeiten ist ein Betreten nur mit entgeltpflichtigem, vorher zu beantragendem sogenannten Foto-Permit möglich.
Das Betreten wird streng kontrolliert und auch das Verlassen des Siedlungsgebietes nach Süden ist untersagt, da im Sperrgebiet immer noch Diamanten abgebaut werden und Schmuggel verhindert werden soll. Im Museum von Kolmannskuppe werden unter anderem beliebte oder spektakuläre Diamantenschmuggelversuche thematisiert.

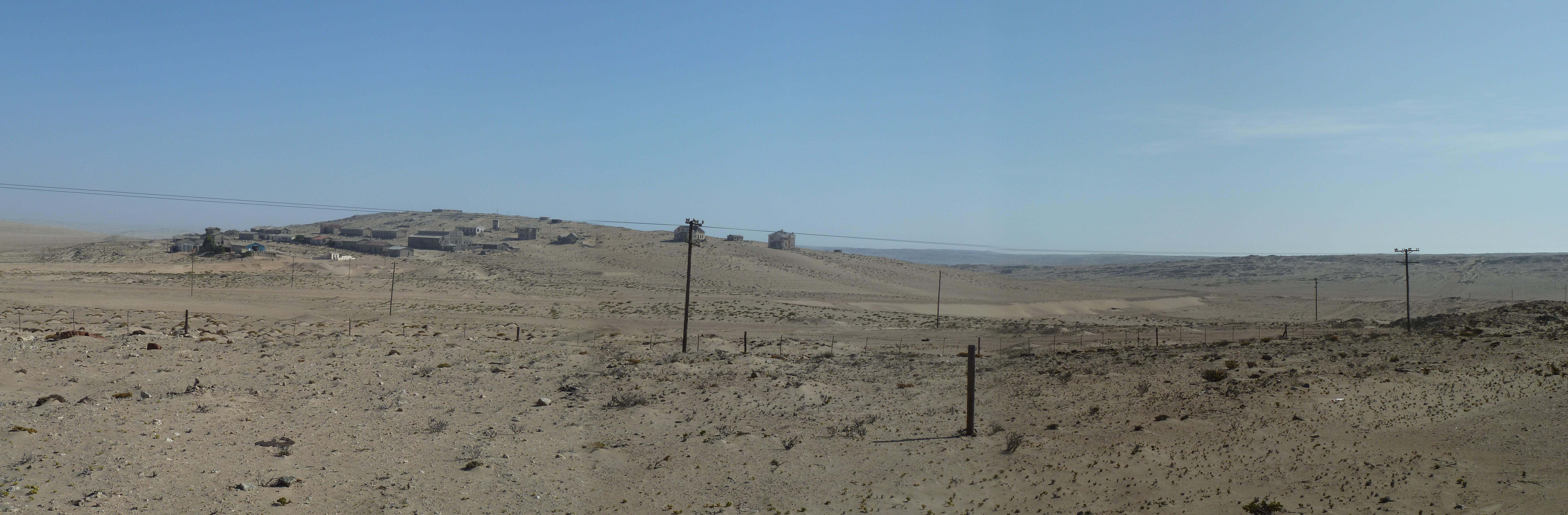
Blick auf Kolmannskuppe bei Lüderitz

## Filmische Rezeption
- Reinhild Dettmer-Finke: Moderne Ruinen – Folge 1: Kolmanskuppe. ZDF/Arte, 2012, (5-teilige Dokumentation).
- David Pupkewitz: Kolmanskop, Vereinigtes Königreich 1983, 56 Minuten, (Spielfilm).
- 2022/23 wurden Teile der Fernsehserie Fallout in Kolmannskuppe und Umgebung gedreht.
- Meine Heimat Afrika, 2009, ZDF, (Spielfilm).